# Koseze, Ljubljana
Koseze so predel mesta Ljubljane v Četrtni skupnosti Šiška severozahodno od hriba Rožnik, natančneje med ljubljansko obvoznico in Mostecem.  Koseze predstavljajo predvsem stanovanjski predel mesta z nizkimi atrijskimi hišami in dvema večjima središčema poševno-terasastih stanovanjskih blokov. Pred letom 1970 so bila na tem področju, kjer danes prebiva okrog 9000 stanovalcev, večinoma kmetije, travniki in polja. Koseze od Rožnika razmejuje Večna pot (cesta) in Koseški bajer, skoznje pa vodi tudi ljubljanska Pot spominov in tovarištva. Skozi Koseze potekajo mestne avtobusne linije 5, N5.  in 22. 
V okolici koseških terasastih blokov so šola, vrtec, banka, lekarna, itd.

## Znane osebe
- Goran Dragić, slovenski košarkar
- Zoran Dragić, slovenski košarkar
- Lado Bizovičar, igralec in žirant

## Pomembne ustanove
- Osnovna šola Koseze
- Tržnica Koseze
- Policijska postaja Koseze
- Lekarna
- Pošta (1118)
- Stadion Ilirija